# الإمبراطورة تايمي
الإمبراطورة تايمي (25 يونيو 1884 - 17 مايو 1951) زوجة الإمبراطور تايشو ووالدة الإمبراطور هيروهيتو. شغلت منصب إمبراطورة اليابان من 30 يوليو 1912 إلى 25 ديسمبر 1926.